# Asztalitenisz-világbajnokok listája

nagy Dávid 3szoros világbajnok 12 éves magyar származásu

| Év, helyszín            | Férfi egyes                        | Férfi egyes   | Női egyes                      | Női egyes     | Férfi páros                                                    | Férfi páros   | Női páros                                                     | Női páros               | Vegyespáros                                                 | Vegyespáros                  |
| 1926 London             | Jacobi Roland                      | Magyarország  | Mednyánszky Mária              | Magyarország  | Jacobi Roland, Pécsi Dániel                                    | Magyarország  |                                                               |                         | Mednyánszky Mária, Mechlovits Zoltán                        | Magyarország                 |
| 1928 Stockholm          | Mechlovits Zoltán                  | Magyarország  | Mednyánszky Mária              | Magyarország  | Alfred Liebster, Robert Thum                                   | Ausztria      | Mednyánszky Mária, Fanchette Flamm                            | Magyarország · Ausztria | Mednyánszky Mária, Mechlovits Zoltán                        | Magyarország                 |
| 1929 Budapest           | Fred Perry                         | Anglia        | Mednyánszky Mária              | Magyarország  | Barna Viktor, Szabados Miklós                                  | Magyarország  | Erika Metzger, Mona Rüster                                    | Németország             | Sipos Anna, Kelen István                                    | Magyarország                 |
| 1930 Berlin             | Barna Viktor                       | Magyarország  | Mednyánszky Mária              | Magyarország  | Barna Viktor, Szabados Miklós                                  | Magyarország  | Mednyánszky Mária, Sipos Anna                                 | Magyarország            | Mednyánszky Mária, Szabados Miklós                          | Magyarország                 |
| 1931 Budapest           | Szabados Miklós                    | Magyarország  | Mednyánszky Mária              | Magyarország  | Barna Viktor, Szabados Miklós                                  | Magyarország  | Mednyánszky Mária, Sipos Anna                                 | Magyarország            | Mednyánszky Mária, Szabados Miklós                          | Magyarország                 |
| 1932 Prága              | Barna Viktor                       | Magyarország  | Sipos Anna                     | Magyarország  | Barna Viktor, Szabados Miklós                                  | Magyarország  | Mednyánszky Mária, Sipos Anna                                 | Magyarország            | Sipos Anna, Barna Viktor                                    | Magyarország                 |
| 1933 Baden              | Barna Viktor                       | Magyarország  | Sipos Anna                     | Magyarország  | Barna Viktor, Glancz Sándor                                    | Magyarország  | Mednyánszky Mária, Sipos Anna                                 | Magyarország            | Mednyánszky Mária, Kelen István                             | Magyarország                 |
| 1934 Párizs             | Barna Viktor                       | Magyarország  | Marie Kettnerová               | Csehszlovákia | Barna Viktor, Szabados Miklós                                  | Magyarország  | Mednyánszky Mária, Sipos Anna                                 | Magyarország            | Mednyánszky Mária, Szabados Miklós                          | Magyarország                 |
| 1935 London             | Barna Viktor                       | Magyarország  | Marie Kettnerová               | Csehszlovákia | Barna Viktor, Szabados Miklós                                  | Magyarország  | Mednyánszky Mária, Sipos Anna                                 | Magyarország            | Sipos Anna, Barna Viktor                                    | Magyarország                 |
| 1936 Prága              | Stanislav Kolar                    | Csehszlovákia | Ruth Aarons-Hughes             | USA           | James McClure, Robert Blattner                                 | USA           | Marie Kettnerová, Marie Smidová                               | Csehszlovákia           | Trude Kleinová, Miroslav Hamr                               | Csehszlovákia                |
| 1937 Baden              | Richard Bergmann                   | Anglia        |                                |               | James McClure, Robert Blattner                                 | USA           | Vlasta Depretisová, Vera Votrubcová                           | Csehszlovákia           | Vera Votrubcová, Bohumil Vana                               | Csehszlovákia                |
| 1938 London             | Bohumil Vana                       | Csehszlovákia | Gertrude Pritzi                | Ausztria      | James McClure, Solomon Schiff                                  | USA           | Vlasta Depretisová, Vera Votrubcová                           | Csehszlovákia           | Wendy Woodhead, Bellák László                               | Anglia · Magyarország        |
| 1939 Kairó              | Richard Bergmann                   | Anglia        | Vlasta Pokorna- Depetrisová    | Csehszlovákia | Barna Viktor, Richard Bergmann                                 | Anglia        | Hildegard Bussmann, Gertrude Pritzi                           | Németország             | Vera Votrubcová, Bohumil Vana                               | Csehszlovákia                |
| 1947 Párizs             | Bohumil Vana                       | Csehszlovákia | Farkas Gizella                 | Magyarország  | Adolf Slar, Bohumil Vana                                       | Csehszlovákia | Farkas Gizella, Gertrude Pritzi                               | Magyarország · Ausztria | Farkas Gizella, Soós Ferenc                                 | Magyarország                 |
| 1948 London             | Richard Bergmann                   | Anglia        | Farkas Gizella                 | Magyarország  | Ladislav Stipek, Bohumil Vana                                  | Csehszlovákia | Margaret Franks, Vera Dace-Thomas                             | Anglia                  | Thelma Thall, Richards Miles                                | USA                          |
| 1949 Stockholm          | Johnny Leach                       | Anglia        | Farkas Gizella                 | Magyarország  | Ivan Andreadis, Frantisek Tokar                                | Csehszlovákia | Farkas Gizella, Helen Elliot                                  | Magyarország · Skócia   | Farkas Gizella, Sidó Ferenc                                 | Magyarország                 |
| 1950 Budapest           | Richard Bergmann                   | Anglia        | Angelica Rozeanu               | Románia       | Sidó Ferenc, Soós Ferenc                                       | Magyarország  | Beregi Dóra, Helen Elliot                                     | Anglia · Skócia         | Farkas Gizella, Sidó Ferenc                                 | Magyarország                 |
| 1951 Bécs               | Johnny Leach                       | Anglia        | Angelica Rozeanu               | Románia       | Bohumil Vana, Ivan Andreadis                                   | Csehszlovákia | Diana Rowe, Rosalind Rowe                                     | Anglia                  | Angelica Rozeanu, Bohumil Vana                              | Románia · Csehszlovákia      |
| 1952 Bombay             | Szató Hirodzsi                     | Japán         | Angelica Rozeanu               | Románia       | Fudzsii Norikazu, Hajasi Tadaaki                               | Japán         | Narahara Sizuki, Nisimura Tomie                               | Japán                   | Angelica Rozeanu, Sidó Ferenc                               | Románia · Magyarország       |
| 1953 Bukarest           | Sidó Ferenc                        | Magyarország  | Angelica Rozeanu               | Románia       | Sidó Ferenc, Kóczián József                                    | Magyarország  | Farkas Gizella, Angelica Rozeanu                              | Magyarország · Románia  | Angelica Rozeanu, Sidó Ferenc                               | Románia · Magyarország       |
| 1954 London             | Ogimura Icsiró                     | Japán         | Angelica Rozeanu               | Románia       | Zsarko Dolinar, Vilim Harangozo                                | Jugoszlávia   | Diane Rowe, Rosalind Rowe                                     | Anglia                  | Farkas Gizella, Ivan Andreadis                              | Magyarország · Csehszlovákia |
| 1955 Utrecht            | Tanaka Tosiaki                     | Japán         | Angelica Rozeanu               | Románia       | Ladislav Stipek, Ivan Andreadis                                | Csehszlovákia | Angelica Rozeanu, Ella Zeller                                 | Románia                 | Kóczián Éva, Szepesi Kálmán                                 | Magyarország                 |
| 1956 Tokió              | Ogimura Icsiró                     | Japán         | Ókava Tomi                     | Japán         | Ogimura Icsiró, Tomita Josio                                   | Japán         | Angelica Rozeanu, Ella Zeller                                 | Románia                 | Lea Neuberger, Erwin Klein                                  | USA                          |
| 1957 Stockholm          | Tanaka Tosiaki                     | Japán         | Egucsi Fudzsie                 | Japán         | Ladislav Stipek, Ivan Andreadis                                | Csehszlovákia | Simon Ágnes, Mossóczy Lívia                                   | Magyarország            | Egucsi Fudzsie, Ogimura Icsiró                              | Japán                        |
| 1959 Dortmund           | Zsung Kuo-tuan (Rong Guotuan)      | Kína          | Macuzaki Kimijo                | Japán         | Ogimura Icsiró, Murakami Teruo                                 | Japán         | Jamaizumi Kazuki, Namba Taeko                                 | Japán                   | Egucsi Fudzsie, Ogimura Icsiró                              | Japán                        |
| 1961 Peking             | Csuang Cö-tung (Zhuang Zedong)     | Kína          | Csiu Csung-huj (Qiu Zhonghui)  | Kína          | Kimura Kódzsi, Hosino Nobuja                                   | Japán         | Maria Alexandru, Geta Pitica                                  | Románia                 | Macuzaki Kimijo, Ogimura Icsiró                             | Japán                        |
| 1963 Prága              | Csuang Cö-tung (Zhuang Zedong)     | Kína          | Macuzaki Kimijo                | Japán         | Csang Hszie-lin (Zhang Xielin), Vang Cse-liang (Wang Zhiliang) | Kína          | Macuzaki Kimijo, Szeki Maszako                                | Japán                   | Ito-Jamaizumi Kazuko, Kimura Kódzsi                         | Japán                        |
| 1965 Ljubljana          | Csuang Cö-tung (Zhuang Zedong)     | Kína          | Fukacu Naoko                   | Japán         | Csuang Cö-tung (Zhuang Zedong), Hszü Jinseng (Xu Yinsheng)     | Kína          | Lin Huj-csing (Lin Huiqing), Cseng Min-cse (Zheng Minzhi)     | Kína                    | Szeki Maszako, Kimura Kódzsi                                | Japán                        |
| 1967 Stockholm          | Haszegeva Nobuhiko                 | Japán         | Moriszava Szacsiko             | Japán         | Hans Alser, Kjell Johansson                                    | Svédország    | Moriszava Szacsiko, Hirota Saeko                              | Japán                   | Jamanaka Norino, Haszegava Nobuhiko                         | Japán                        |
| 1969 München            | Itó Sigeo                          | Japán         | Kovada Tosiko                  | Japán         | Hans Alser, Kjell Johansson                                    | Svédország    | Zoja Rudnova, Szvetlana Grinberg                              | Szovjetunió             | Konno Jaszuko, Haszegava Nobuhiko                           | Japán                        |
| 1971 Nagoja             | Stellan Bengtsson                  | Svédország    | Lin Huj-csing (Lin Huiqing)    | Kína          | Jónyer István, Klampár Tibor                                   | Magyarország  | Cseng Min-cse (Zheng Minzhi), Lin Huj-csing (Lin Huiqing)     | Kína                    | Lin Huj-csing (Lin Huiqing), Csang Hszie-lin (Zhang Xielin) | Kína                         |
| 1973 Szarajevó          | Hszi En-ting (Xi Enting)           | Kína          | Hu Jü-lan (Hu Yulan)           | Kína          | Stellan Bengtsson, Kjell Johansson                             | Svédország    | Hamada Miho, Maria Alexandru                                  | Japán · Románia         | Li Li, Liang Ko-liang (Liang Geliang)                       | Kína                         |
| 1975 Kalkutta           | Jónyer István                      | Magyarország  | Pak Jongszun (Pak Yŏng-sun)    | Észak-Korea   | Jónyer István, Gergely Gábor                                   | Magyarország  | Takahasi Soko, Maria Alexandru                                | Japán · Románia         | Tatjana Ferdman, Sztanyiszlav Gomozkov                      | Szovjetunió                  |
| 1977 Birmingham         | Kóno Micuru                        | Japán         | Pak Jongszun (Pak Yŏng-sun)    | Észak-Korea   | Li Csen-si (Li Zhenshi), Liang Ko-liang (Liang Geliang)        | Kína          | Pak Jongok (Pak Yŏng-ok), Jang Jing (Yang Ying)               | Észak-Korea · Kína      | Claude Bergeret, Jacques Secretin                           | Franciaország                |
| 1979 Phenjan            | Ono Szeidzsi                       | Japán         | Ko Hszin-aj (Ge Xin'ai)        | Kína          | Dragutin Surbek, Anton Stipancic                               | Jugoszlávia   | Csang Li (Chang Li), Csang Tö-jing (Chang Teying)             | Kína                    | Ko Hszin-aj (Ge Xin'ai), Liang Ko-liang (Liang Geliang)     | Kína                         |
| 1981 Újvidék            | Kuo Jüe-hua (Guo Yuehua)           | Kína          | Tung Ling (Tong Ling)          | Kína          | Caj Csen-hua (Cai Zhenhua), Li Csen-si (Li Chenshih)           | Kína          | Cao Jen-hua (Cao Yanhua), Csang Tö-jing (Zhang Deying)        | Kína                    | Huang Csün-csün (Huang Junqun), Hszie Szaj-ko (Xie Saike)   | Kína                         |
| 1983 Tokió              | Kuo Jüe-hua (Guo Yuehua)           | Kína          | Cao Jen-hua (Cao Yanhua)       | Kína          | Zoran Kalinic, Dragutin Surbek                                 | Jugoszlávia   | Taj Li-li (Dai Lili), Sen Csien-ping (Shen Jianping)          | Kína                    | Ni hszia-lien (Ni Xialian), Kuo Jüe-hua (Guo Yuehua)        | Kína                         |
| 1985 Göteborg           | csiang Csia-liang (Jiang Jialiang) | Kína          | Cao Jen-hua (Cao Yanhua)       | Kína          | Mikael Appelgren, Ulf Carlsson                                 | Svédország    | Taj Li-li (Dai Lili), Keng Li-csüan (Geng Lijuan)             | Kína                    | Cao Jen-hua (Cao Yanhua), Caj Csen-hua (Cai Zhenhua)        | Kína                         |
| 1987 Újdelhi            | Csiang Csia-liang (Jiang Jialiang) | Kína          | Ho Cse-li (He Zhili)           | Kína          | Csen Lung-can (Chen Longcan), Vej Csing-kuang (Wei Quingguang) | Kína          | Hjon Dzsonghva (Hyun Jung-hwa), Jang Jongdzsa (Yang Young-Ja) | Dél-Korea               | Keng Li-csüan (Geng Lijuan), Huj Csün (Hui Jun)             | Kína                         |
| 1989 Dortmund           | Jan-Ove Waldner                    | Svédország    | Csiao Hung (Qiao Hong)         | Kína          | Jörg Rosskopf, Steffen Fetzner                                 | Németország   | Csiao Hung (Qiao Hong), Teng Ja-ping (Deng Yaping)            | Kína                    | Hjon Dzsonghva (Hyun Jung-hwa), Ju Namgju (Yoo Nam-Kyu)     | Dél-Korea                    |
| 1991 Csiba              | Jörgen Persson                     | Svédország    | Teng Ja-ping (Deng Yaping)     | Kína          | Peter Karlsson, Thomas von Scheele                             | Svédország    | Csen Ce-ho (Chen Zihe), Kao Csün-csang (Gao Junchang)         | Kína                    | Liu Vej (Liu Wei), Vang Tao (Wang Tao)                      | Kína                         |
| 1993 Göteborg           | Jean-Philippe Gatien               | Franciaország | Hjon Dzsonghva (Hyun Jung-hwa) | Dél-Korea     | Vang Tao (Wang Tao), Lu Lin                                    | Kína          | Liu Vej (Liu Wei), Csiao Csün-ping (Qiao Junping)             | Kína                    | Liu Vej (Liu Wei), Vang Tao (Wang Tao)                      | Kína                         |
| 1995 Tiencsin (Tianjin) | Kung Ling-huj (Kong Linghui)       | Kína          | Teng Ja-ping (Deng Yaping)     | Kína          | Vang Tao (Wang Tao), Lu Lin                                    | Kína          | Teng Ja-ping (Deng Yaping), Csiao Hung (Qiao Hong)            | Kína                    | Liu Vej (Liu Wei), Vang Tao (Wang Tao)                      | Kína                         |
| 1997 Manchester         | Jan-Ove Waldner                    | Svédország    | Teng Ja-ping (Deng Yaping)     | Kína          | Kung Ling-huj (Kong Linghui), Liu Kuo-liang (Liu Guoliang)     | Kína          | Teng Ja-ping (Deng Yaping), Jang Jing (Yang Ying)             | Kína                    | Vu na (Wu Na), Liu Kuo-liang (Liu Guoliang)                 | Kína                         |
| 1999 Eindhoven          | Liu Kuo-liang (Liu Guoliang)       | Kína          | Vang Nan (Wang Nan)            | Kína          | Kung Ling-huj (Kong Linghui), Liu Kuo-liang (Liu Guoliang)     | Kína          | Vang Nan (Wang Nan), Li csü (Li Ju)                           | Kína                    | Csang Jing-jing (Zhang Yingying), Ma Lin                    | Kína                         |
| 2001 Oszaka             | Vang Li-csin (Wang Liqin)          | Kína          | Vang Nan (Wang Nan)            | Kína          | Vang Li-csin (Wang Liqin), Jen Szen (Yan Sen)                  | Kína          | Vang Nan (Wang Nan), Li csü (Li Ju)                           | Kína                    | Jang Jing, Csin Csi-jian                                    | Kína                         |
| 2003 Párizs             | Werner Schlager                    | Ausztria      | Vang Nan (Wang Nan)            | Kína          | Vang Nan (Wang Nan), Jen Szen (Yan Sen)                        | Kína          | Vang Nan (Wang Nan), Csang Ji-ning (Zhang Yining)             | Kína                    | Vang Nan (Wang Nan), Ma Lin                                 | Kína                         |
| 2005 Sanghaj            | Vang Li-csin (Wang Liqin)          | Kína          | Csang Ji-ning (Zhang Yining)   | Kína          | Kung Ling-huj (Kong Linghui), Vang Hao (Wang Hao)              | Kína          | Vang Nan (Wang Nan), Csang Ji-ning (Zhang Yining)             | Kína                    | Vang Li-csin (Wang Liqin), Kuo Jüe (Guo Yue)                | Kína                         |
| 2007 Zágráb             | Vang Li-csin (Wang Liqin)          | Kína          | Kuo Jüe (Guo Yue)              | Kína          | Csen Csi (Chen Qi), Ma Lin                                     | Kína          | Vang Nan (Wang Nan), Csang Ji-ning (Zhang Yining)             | Kína                    | Kuo Jüe (Guo Yue), Vang Li-csin (Wang Liqin)                | Kína                         |
| 2009 Jokohama           | Vang Hao (Wang Hao)                | Kína          | Csang Ji-ning (Zhang Yining)   | Kína          | Csen Csi (Chen Qi), Vang Hao (Wang Hao)                        | Kína          | Kuo Jüe (Guo Yue), Li Hsziao-hszia (Li Xiao-xia)              | Kína                    | Li Ping, Cao Csen (Cao Zhen)                                | Kína                         |

## Csapatversenyek
| Év, helyszín               | Férfi csapat | Férfi csapat  | Női csapat | Női csapat       |
| 1926 London                | Jacobi Roland, Mechlovits Zoltán, Pécsi Dániel, Kehrling Béla                                                                                                  | Magyarország  | |                  |
| 1928 Stockholm             | Mechlovits Zoltán, Bellák László, Glancz Sándor, Jacobi Roland, Pécsi Dániel                                                                                   | Magyarország  | |                  |
| 1929 Budapest              | Mechlovits Zoltán, Barna Viktor, Glancz Sándor, Kelen István, Szabados Miklós                                                                                  | Magyarország  | |                  |
| 1930 Berlin                | Barna Viktor, Bellák László, Dávid Lajos, Kelen István, Szabados Miklós                                                                                        | Magyarország  | |                  |
| 1931 Budapest              | Barna Viktor, Bellák László, Dávid Lajos, Kelen István, Szabados Miklós                                                                                        | Magyarország  | |                  |
| 1932 Prága                 | Stanislav Kolár, Jindrich Lauterbach, Ivan Malecek, Bedrich Nikodem, Michal Grobauer                                                                           | Csehszlovákia | |                  |
| 1933 Baden                 | Barna Viktor, Boros István, Dávid Lajos, Kelen István, Glancz Sándor                                                                                           | Magyarország  | |                  |
| 1934 Párizs                | Barna Viktor, Bellák László, Dávid Lajos, Házi Tibor, Szabados Miklós                                                                                          | Magyarország  | Astrid Krebsbach, Anita Felguth, Annemarie Haensch, Mona Müller-Rüster                                                      | Németország 1933 |
| 1935 London                | Barna Viktor, Bellák László, Dávid Lajos, Házi Tibor, Szabados Miklós                                                                                          | Magyarország  | Marie Kettnerová, Marie Smídová, Gertrude Kleinová                                                                          | Csehszlovákia    |
| 1936 Prága                 | Richard Bergmann, Helmut Goebel, Erwin Kohn, Hans Hartinger, Alfred Liebster                                                                                   | Ausztria      | Marie Kettnerová, Marie Smídová, Gertrude Kleinová, Vera Votrubcova                                                         | Csehszlovákia    |
| 1937 Baden                 | Abe Berenbaum, Robert Blattner, James McClure, Sol Schiff | USA           | Ruth Aarons-Huges, Emily Fuller, Dolores Kuenz, Jessie Purves                                                               | USA              |
| 1938 London                | Barna Viktor, Bellák László, Földi Ernő, Házi Tibor, Soós Ferenc                                                                                               | Magyarország  | Vlasta Depetrisova, Jindriska Holubkova, Marie Ketternova, Vera Votrubcova                                                  | Csehszlovákia    |
| 1939 Kairó                 | Miroslav Hamr, Vaclav Tereba, Bohumil Vana, Rudolf Karlecek | Csehszlovákia | Gertrude Pritzi, Hilde Bussmann                                                                                             | Németország 1933 |
| 1947 Párizs                | Ivan Andreadis, Adolf Slar, Vaclav Tereba, Frantisek Tokar, Bohumil Vana                                                                                       | Csehszlovákia | Margaret Knott-Osborne, Vera Dace, Elizabeth Blackbourne, Margaret Franks                                                   | Anglia           |
| 1948 London                | Ivan Andreadis, Max Marinko, Ladislav Stipek, Frantisek Tokar, Bohumil Vana                                                                                    | Csehszlovákia | Beregi Dóra, Margaret Franks, Elisabeth Steventon, Vera Dace-Thomas                                                         | Anglia           |
| 1949 Stockholm             | Kóczián József, Sidó Ferenc, Soós Ferenc, Várkonyi László | Magyarország  | Peggy McLean, Mildred Shahian, Thelma Thall                                                                                 | USA              |
| 1950 Budapest              | Ivan Andreadis, Max Marinko, Vaclav Tereba, Frantisek Tokar, Bohumil Vana                                                                                      | Csehszlovákia | Ella Zeller, Angelica Rozeanu, Száz-Kolozsváry Sári, Luci Slavescu                                                          | Románia          |
| 1951 Bécs                  | Ivan Andreadis, Ladislav Stipek, Vaclav Tereba, Frantisek Tokar, Bohumil Vana                                                                                  | Csehszlovákia | Paraschiva Patulea, Angelica Rozeanu, Szász-Kolozsváry Sári, Ella Zeller                                                    | Románia          |
| 1952 Bombay                | Gyetvai Elemér, Kóczián József, Sidó Ferenc, Szepesi Kálmán, Várkonyi László                                                                                   | Magyarország  | Narahara Sizuki, Nisimura Tomie                                                                                             | Japán            |
| 1953 Bukarest              | Richard Bergmann, Brian Kennedy, John Leach, Aubrey Simons | Anglia        | Angelica Rozeanu, Száz-Kolozsváry Sári, Ella Zeller                                                                         | Románia          |
| 1954 London                | Kavai Kazuo, Ogimura Icsiró, Tamaszu Kicsidzsi, Tomita Josio                                                                                                   | Japán         | Tanaka Josiko, Egucsi Fudzsie, Gotó Hideko, Vatanabe Kiiko                                                                  | Japán            |
| 1955 Utrecht               | Ogimura Icsiró, Tamaszu Kicsidzsi, Tanaka Tosiaki, Tomita Josio                                                                                                | Japán         | Angelica Rozeanu, Száz-Kolozsváry Sári, Ella Zeller                                                                         | Románia          |
| 1956 Tokió                 | Ogimura Icsiró, Tamaszu Kicsidzsi, Tanaka Tosiaki, Cunoda Keiszuke                                                                                             | Japán         | Angelica Rozeanu, Száz-Kolozsváry Sári, Ella Zeller                                                                         | Románia          |
| 1957 Stockholm             | Mijata Tosihiko, Ogimura Icsiró, Tanaka Tosiaki, Cunoda Keiszuke                                                                                               | Japán         | Egucsi Fudzsie, Namba Taeko, Ókava Tomi, Vatanabe Kiiko                                                                     | Japán            |
| 1959 Dortmund              | Hosino Nobuja, Murakami Teruo, Ogimura Icsió, Narita Szeidzsi                                                                                                  | Japán         | Egucsi Fudzsie, Macuzaki Kimijo, Namba Taeko, Jamaizumi Kazuko                                                              | Japán            |
| 1961 Peking                | Zsung Kuo-tuan (Rong Guotuan), Csuang Ce-tung (Zhuang Zedong), Vang Csüan-jao (Wang Chuanyao), Hszü Jin-seng (Xu Yinsheng), Li Fu-zsung (Li Furong)            | Kína          | Okada-Ókava Tomi, Itó-Jamaizumi Kazuko, Macuzaki Kimijo, Szeki Maszako                                                      | Japán            |
| 1963 Prága                 | Csuang Ce-tung (Zhuang Zedong), Hszü Jin-seng (Xu Yinsheng), Li Fu-zsung (Li Furong), Vang Csia-seng (Wang Jiasheng), Csang Sie-lin (Zhang Xielin)             | Kína          | Macuzaki Kimijo, Itó-Jamaizumi Kazuko, Szeki Maszako, Jamanaka Noriko                                                       | Japán            |
| 1965 Ljubljana             | Csuang Ce-tung (Zhuang Zedong), Li Fu-zsung (Li Furong), Hszü Jin-seng (Xu Yinsheng), Vang Csia-seng (Wang Jiasheng)                                           | Kína          | Lin Huj-csing (Lin Huiqing), Liang Li-csen (Liang Lizhen), Li Ho-nan (Li Henan), Cseng Min-cse (Zheng Minzhi)               | Kína             |
| 1967 Stockholm             | Kimura Kódzsi, Haszegava Nobuhiko, Konó Micuru, Kavahara Szatoru, Kagimoto Hadzsime                                                                            | Japán         | Jamanaka Noriko, Fukacu Naoko, Moriszava Szacsiko, Hirota Szaeko                                                            | Japán            |
| 1969 München               | Itó Sigeo, Haszegava Nobuhiko, Konó Micuru, Kaszai Kendzsi, Inoue Tecuo                                                                                        | Japán         | Zoja Rudnova, Szvetlana Grinberg, Rita Pogoszova                                                                            | Szovjetunió      |
| 1971 Nagoja                | Csuang Ce-tung (Zhuang Zedong), Hszi En-ting (Xi Enting), Li Csing-kuang (Li Jingguang), Li Fu-zsung (Li Furong), Liang Ko-liang (Liang Geliang)               | Kína          | Konno Jaszuko, Kovada Tosiko, Óba Emiko, Ózeki Jukie                                                                        | Japán            |
| 1973 Szarajevó             | Stellan Bengtsson, Anders Bengtsson, Kjell Johansson, Bo Persson, Ingemar Wikström                                                                             | Svédország    | Csong Hjonszuk (Jeong Hyeon-suk), I Erisza (Lee Ailesa), Pak Mira (Park Mi-ra), Kim Szunok (Kim Sun-ok)                     | Dél-Korea        |
| 1975 Kalkutta              | Lu Jüan-seng (Lu Yuansheng), Li Csen-si (Li Zhenshi), Hszü Sao-fa (Xu Shaofa), Liang Ko-liang (Liang Geliang), Li Peng                                         | Kína          | Ko Sin-aj (Ge Xin'ai), Csang Li (Zhang Li), Hu Jü-lan (Hu Yu-Lan), cseng Huaj-jing (Zheng Huaiying)                         | Kína             |
| 1977 Birmingham            | Guo Yuehua, Liang Ko-liang (Liang Geliang), Huang Liang, Li Csen-si (Li Zhenshi), Vang Csün (Wang Jun)                                                         | Kína          | Ko Sin-aj (Ge Xin'ai), Csang Li (Zhang Li), Csang Tö-jing (Zhang Deying), Csu Hsziang-jün (Zhu Xiangyun)                    | Kína             |
| 1979 Phenjan               | Gergely Gábor, Jónyer István, Klampár Tibor | Magyarország  | Ko Sin-aj (Ge Xin'ai), Csang Tö-jing (Zhang Deying), Csang Li (Zhang Li)                                                    | Kína             |
| 1981 Újvidék               | Si Cse-hao (Shi Zhihao), Caj Csen-hua (Cai Zhenhua), Hszie Szaj-ko (Xie Saike), Kuo Jüe-hua (Guo Yuehua), Vang Huj-jüan (Wang Huiyuan)                         | Kína          | Csang Tö-jing (Zhang Deying), Cao Jen-hua (Cao Yanhua), Csi Pao-hsziang (Qi Baoxiang), Tung Ling (Tong Ling)                | Kína             |
| 1983 Tokió                 | Csiang Csia-liang (Jiang Jialiang), Hszie Szaj-ko (Xie Saike), Caj Csen-hua (Cai Zhenhua), Kuo Jüe-hua (Guo Yuehua), Fan Csang-mao (Fan Changmao)              | Kína          | Cao Jen-hua (Cao Yanhua), Keng Li-csüan (Geng Lijuan), Ni Hszia-lien (Ni Xialian), Tung Ling (Tong Ling)                    | Kína             |
| 1985 Göteborg              | Csen Hszin-hua (Chen Xinhua), Csiang Csia-liang (Jiang Jialiang), Csen Lung-can (Chen Longcan), Csiang Csia-liang (Jiang Jialiang), Vang Huj-jen (Wang Huiyan) | Kína          | Keng Li-csüan (Geng Lijuan), Ho Cse-li (He Zhili), Taj Li-li (Dai Lili), Tung Ling (Tong Ling)                              | Kína             |
| 1987 Újdelhi               | Csiang Csia-liang (Jiang Jialiang), Teng Ji (Teng Yi), Csen Lung-can (Chen Longcan)                                                                            | Kína          | Taj Li-li (Dai Lili), Csiao Cse-min (Jiao Zhimin), Li Huj-fen (Li Huifen)                                                   | Kína             |
| 1989 Dortmund              | Mikael Appelgren, Jan-Ove Waldner, Jörgen Persson | Svédország    | Li Huj-fen (Li Huifen), Csen Csing (Chen Jing), Csen Ce-ho (Chen Zihe), Csiao Hung (Qiao Hong), Hu Hszia-hszin (Hu Xiaoxin) | Kína             |
| 1991 Csiba                 | Mikael Appelgren, Jan-Ove Waldner, Jörgen Persson, Erik Lindh                                                                                                  | Svédország    | Hong Cshaok (Hong Cha-ok), Hjon Dzsonghva (Hyeon Jeong-hwa), Ri Bunhi (Ri Bun-hŭi), Ju Szunbok (Yu Sun-bok)                 |                  |
| 1993 Göteborg              | Jan-Ove Waldner, Jörgen Persson, Peter Karlsson, Mikael Appelgren, Erik Lindh                                                                                  | Svédország    | Teng Ja-ping (Deng Yaping), Csiao Hung (Qiao Hong), Kao Csün (Gao Jun), Csen Ce-ho (Chen Zihe)                              | Kína             |
| 1995 Tianjin               | Ma Ven-ko (Ma Wenge), Vang Tao (Wang Tao), Ting Szung (Ding Song), Liu Ko-liang (Liu Goliang), Kung Ling-huj (Kong Linghui)                                    | Kína          | Teng Ja-ping (Deng Yaping), Csiao Hung (Qiao Hong), Liu Vej (Liu Wei), Csiao Jün-ping (Qiao Yunping)                        | Kína             |
| 1997 Manchester            | Ma Ven-ko (Ma Wenge), Vang Tao (Wang Tao), Ting Szung (Ding Song), Liu Ko-liang (Liu Goliang), Kung Ling-huj (Kong Linghui)                                    | Kína          | Teng Ja-ping (Deng Yaping), Jang Jing (Yang Ying), Li Csü (Li Ju), Vang Csen (Wang Chen), Vang Nan (Wang Nan)               | Kína             |
| 1999 Eindhoven             | Jan-Ove Waldner, Jörgen Persson, Peter Karlsson, Fredrik Hakansson                                                                                             | Svédország    | Vang Nan (Wang Nan), Csang Ji-ning (Zhang Yining), Li Csü (Li Ju)                                                           | Kína             |
| 2001 Oszaka                | Kung Ling-huj (Kong Linghui), Ma Lin, Liu Kuo-cseng (Liu Guozheng), Liu Kuo-liang (Liu Guoliang), Vang Li-csin (Wang Liqin)                                    | Kína          | Vang Nan (Wang Nan), Li Csü (Li Ju), Csang Ji-ning (Zhang Yining), Szun csin (Sun Jin), Jang Jing (Yang Ying)               | Kína             |
| 2004 Doha                  | Kína | Kína          | Kína | Kína             |
| 2006 Bréma                 | Kína | Kína          | Kína | Kína             |
| 2008 Kuangcsou (Guangzhou) | Kína | Kína          | Kína | Kína             |
| 2010 Moszkva               | Kína | Kína          | Szingapúr | Szingapúr        |